# Adetus tibialis
Adetus tibialis là một loài bọ cánh cứng trong họ Cerambycidae.